# Anturijum
Anthurium (1829) rod je sa oko 1000 vrsta cvetajućih biljki, i najveći rod of the familije, Araceae. Neki od često korištenih naziva su cvet repa, flamingov cvet, i plamenac.
Ovaj rod je poreklom iz Amerika, gde se rasprostranjen od severnog Meksika do severne Argentine i delova Kariba.

## Galerija
- Cvast vrste
- Plodovi vrste